# Zörbig
Zörbig é um município da Alemanha, situado no distrito de Anhalt-Bitterfeld, no estado de Saxônia-Anhalt. Tem 113,26 km² de área, e sua população em 2019 foi estimada em 9.172 habitantes.